# 諏訪神社停留場
諏訪神社停留場（すわじんじゃていりゅうじょう、諏訪神社電停）は、長崎県長崎市出来大工町にある長崎電気軌道蛍茶屋支線の停留場である。駅番号は39。
2号・3号・4号・5号各系統が停車する。長崎くんちで有名な諏訪神社の最寄りの停留場である。

## 歴史
当停留場は1920年（大正9年）、長崎電軌の第3期線桜町 - 馬町間の開通に合わせて馬町停留場（うままちていりゅうじょう）として開業した。当時の終点で、1922年（大正11年）には車庫が開設された。
1934年（昭和9年）には蛍茶屋までの区間が延伸開通。馬町停留場は廃止され、移設のうえ諏訪神社下停留場（すわじんじゃしたていりゅうじょう）と改称した。1936年（昭和11年）には諏訪神社前停留場（すわじんじゃまえていりゅうじょう）に改称。2018年（平成30年）には停留場の最寄り施設を明確にするため、「前」を外して諏訪神社停留場に改称した。

### 年表
- 1920年（大正9年）7月9日：桜町から馬町までの区間が開通[3]。馬町停留場が開業[4][6]。
- 1922年（大正11年）3月24日：馬町車庫が完成[8]。
- 1934年（昭和9年）
  - 8月27日：長崎電軌の本社が出来大工町に移転[9]。
  - 10月25日：馬町車庫を閉鎖[8]。
  - 12月20日：馬町から蛍茶屋までの区間が開通[3]。ルート変更により馬町停留場は廃止[4]、移設し諏訪神社下停留場となる[6]。
- 1936年（昭和11年）9月：諏訪神社前停留場に改称[6]。
- 1969年（昭和44年）5月17日：本社を大橋町へ移転[9]。
- 1986年（昭和61年）2月21日：蛍茶屋寄りに移設[4]。
- 2018年（平成30年）8月1日：諏訪神社停留場に改称[7][10]。
- 2024年（令和6年）12月17日：蛍茶屋方向に45m移設。ホームへの連絡は地下道から横断歩道に変更[11][12]。

## 構造
諏訪神社停留場は併用軌道区間にあり、道路上にホームが置かれている。ホームは2面あり、東西方向に伸びる2本の線路を挟んで向かい合わせに配される（相対式ホーム）。線路の北側にあるのが蛍茶屋方面行きのホーム、南側にあるのが西浜町・長崎駅前方面行きのホーム。付近にある馬町交差点の交通渋滞緩和のため横断歩道は設置されず、両ホームへは地下道にて連絡していた。
バリアフリー化と馬町交差点の渋滞緩和を目的に2024年12月17日より電停を蛍茶屋方向に移設し、階段を伴う地下道から地上での行き来が出来る横断歩道での連絡になった。旧ホーム跡地は馬町交差点の国道34号長崎市街地方向4車線化に転用される。地下道は存置されるがホームへの階段は閉鎖される。
戦前よりホーム（安全地帯）を備えた数少ない停留場の一つだったが、安全地帯は戦時中に軍の命令を受けて一度撤去されている。

### 馬町車庫

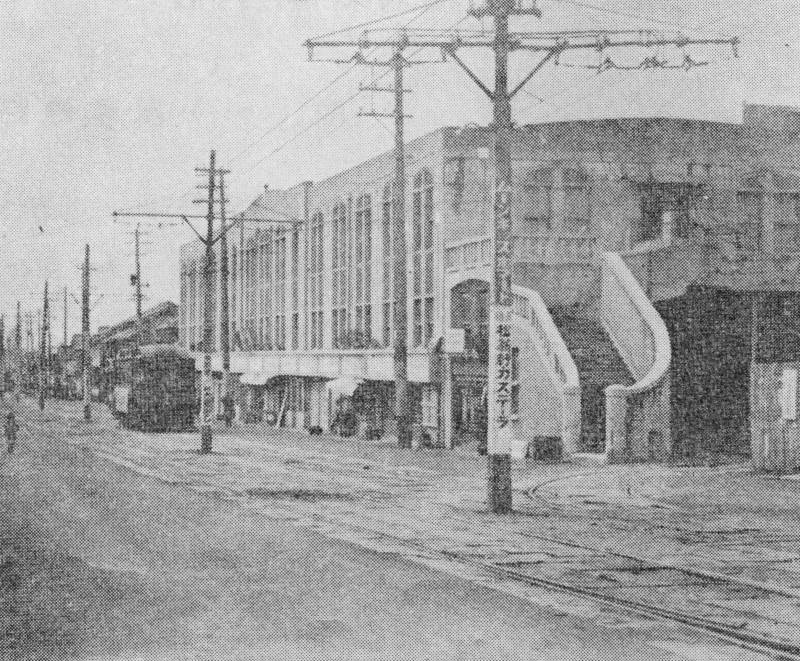
昭和初期ごろの馬町車庫

当地にはかつて長崎電軌の車両基地、馬町車庫が置かれていた。1922年の開設で側線を3本備え、収容能力は車両20両分ほど。車庫の建物は当時としては立派な2階建ての洋風建築で、2階は貸事務所、表通りに面した一画は貸店舗として使用された。車庫はその後、1934年に大橋車庫が完成したのに伴い閉鎖され、長崎電軌の本社事務所へと改装された。車庫があった場所は出来大工町にあるガソリンスタンド、ENEOS馬町SS付近（北緯32度45分7.5秒 東経129度52分58.7秒 / 北緯32.752083度 東経129.882972度）に相当する。

## 利用状況
長崎電軌の調査によると1日の乗降客数は以下の通り。
- 1998年 - 5,316人[1]
- 2015年 - 3,500人[18]

## バス路線
県営バス・長崎バス 諏訪神社前バス停

## 周辺
- 諏訪神社
- 長崎県道235号昭和馬町線
- 長崎大学片淵キャンパス（経済学部）
- 済生会長崎病院
- 長崎公園
- 新大工商店街

## 隣の停留場
長崎電気軌道
蛍茶屋支線
市役所停留場 (38) - 諏訪神社停留場 (39) - 新大工町停留場 (40)